# (9501) Ywain
(9501) Ywain (2071 T-2) – planetoida z grupy pasa głównego asteroid okrążająca Słońce w ciągu 4,17 lat w średniej odległości 2,59 j.a. Odkryta 29 września 1973 roku.